# Nothofagus antarctica

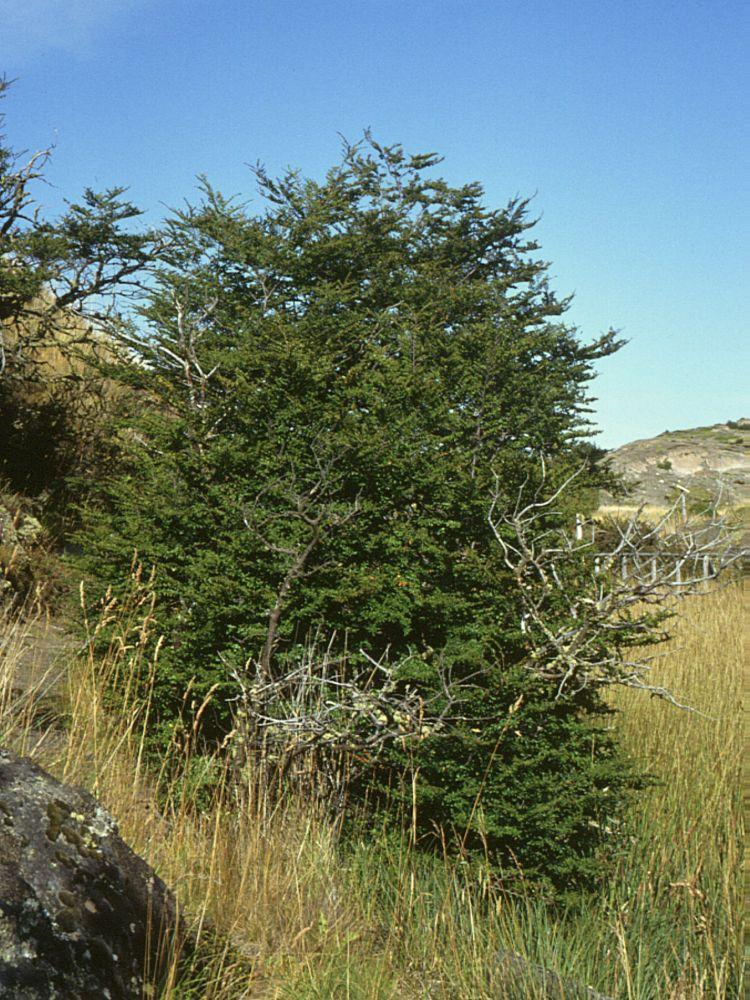
N. antarctica al Parc Nacional Torres del Paine

Nothofagus antarctica (Faig antàrtic; a Xile i Argentina anomenat Ñire o Ñirre), és un arbre caducifoli o un arbust natiu del sud de Xile i Argentina des de la latitud 36°S a Terra del Foc (latitud 56° S). El lloc més al sud on es troba és Illa Hoste, fent d'aquest l'arbre que creix més al sud de la Terra i forma el límit arbori per latitud sud. Creix sobretot en el bosc plujós.

## Descripció
Típicament arriba a fer 10-25 m d'alt i el tronc és prim. Les fulles són simples i alternades de 2-4.5 cm de llargada, de forma ovada a trinagular. Les flors són poc vistoses en aments. El fruit fa 6 mm i és aromàtic.
De Nothofagus moorei, d'Austràlia, també se'n diu "Faig antàrtic".